# Carcere di Borgo
Il carcere di Borgo ufficialmente centro penitenziario di Borgo (in francese centre pénitentiaire de Borgo, detto comunemente prison de Borgo) è un carcere situato a Borgo in Corsica (Francia). Si trova a 19 km a sud dal capoluogo del dipartimento dell'Alta Corsica, Bastia. Il carcere dipende dalla  Regione penitenziaria di Marsiglia.

## Storia
Il carcere è stato costruito dal ministero della giustizia francese ed è stato inaugurato ufficialmente con il nome di maison d'arrêt de Borgo il 18 novembre 1993, nel marzo 2004 è diventato centre pénitentiaire.
Il carcere può ospitare 241 detenuti così suddivisi: 
- 149 detenuti uomini nella maison d'arrêt (pene inferiori a un anno)
- 17 detenute donne nella maison d'arrêt (pene inferiori a un anno)
- 11 detenuti nell'ala minorile
- 10 detenuti nell'ala in semilibertà
- 48 detenuti nel centro di detenzione
- 6 detenuti nell'ala di accoglienza

Nel carcere nel 2013 erano detenuti 8 detenuti indipendentisti corsi appartenenti al FLNC.
All'interno del carcere è presente la sezione  Lucciana-Borgo della delegazione corsa del  Soccorso cattolico francese per l'accoglienza delle famiglie dei detenuti all'interno del carcere.

## Collegamenti
Il carcere si trova a 7 km a nord dall'aeroporto di Bastia-Poretta e nei pressi del carcere si trova una stazione della ferrovia Bastia-Ajaccio ("gare de la Maison d'arrêt de Borgo"). Inoltre a 2 km dal carcere si trova la Route national 193 che collega Bastia a Bonifacio attraversando tutta la piana orientale corsa.